# Бюфърт (окръг, Южна Каролина)
 Тази статия е за окръга в Южна Каролина.  За окръга в Северна Каролина вижте Бофорт (окръг, Северна Каролина).  
Окръг Бюфърт (на английски: Beaufort County) е окръг в щата Южна Каролина, Съединени американски щати. Площта му е 2391 km², а населението – 187 117 души (1 април 2020). Административен център е град Бюфърт.